# 坦圭市镇
坦圭市镇（俄语：Тангуйское муниципальное образование）是俄罗斯联邦伊尔库茨克州布拉茨克区所属的一个市镇。其下辖有6个居民点，行政中心为坦圭。据2016年统计，该市镇的人口为3243人。